# Rosângela Santos
Rosângela Cristina Oliveira Santos (nascuda el 20 de desembre de 1990) és una atleta que competeix internacionalment per Brasil, guanyadora d'una medalla de bronze olímpica.

## Carrera
Santos va representar Brasil als Jocs Olímpics d'Estiu de 2008 a Pequín. Va competir al relleu 4x100 metres juntament amb Lucimar de Moura, Thaissa Presti i Rosemar Coelho Neto. A la primera ronda es van classificar terceres darrere Bèlgica i Gran Bretanya, però davant Nigèria. El seu temps de 43.38 segons va ser el cinquè millor i amb aquest resultat van qualificar per la final en la qual van obtenir un temps de 43.14 segons i el quart lloc darrere Nigèria, perdent la medalla de bronze per 0.10 segons, tot i que la posterior desqualificació del combinat rus, que havia guanyat la prova, els donà la medalla de bronze.
Al Campionat del món Daegu 2011, Rosangela va competir a la final del relleu 4x100 metres, assolint el vuitè lloc amb nou rècord sud-americà (42.92) a la ronda preliminar.
Integrant la delegació que va disputar els Jocs Panamericans de 2011, a Guadalajara, va guanyar la medalla d'or als 100m, batent el seu rècord personal amb un temps d'11.22 segons. Sent la segona Brasilera de la història en guanyar aquesta cursa als Panamericans. També guanyà el relleu 4x100 metres amb Vanda Gomes, Franciela Krasucki i Ana Claudia Lemos, amb un temps de 42.85, trencant el rècord sud-americà.
Als Jocs Olímpics d'Estiu de 2012, Rosângela va anar a les semifinals del 100m, amb una marca d'11.07 s, el qual només no va ser aprovat com a rècord sud-americà a causa del vent de (+2,2 m/s el màxim permès per l'aprovació és +2.0). A la semifinal, va entrar al 3r lloc en la seva sèrie (perdent davant Carmelita Jeter i Veronica Campbell-Marró, les quals van avançar a la final, guanyant les medalles de plata i bronze), obtenint 11.17, 12è en general. Va ser la primera dona brasilera en assolir les semifinals d'aquesta prova.
Encara dins Londres, l'equip brasiler de relleu 4x100m, integrat per Ana Cláudia Lemos, Franciela Krasucki, Evelyn dos Santos i Rosangela Santos va trencar el rècord sud-americà, amb un temps de 42.55, i va anar a la final en sisè lloc. En la final, el relleu brasiler va acabar seté amb un temps de 42.91 segons.
Als Campionats del món de 2013 a Moscou, l'equip format per Ana Cláudia Lemos, Evelyn dos Santos, Franciela Krasucki i Rosângela Santos va trencar el rècord sud-americà a les semifinals del relleu 4x100m, amb un temps de 42.29 segons. Però, estranyament i sense explicació oficial, la CBAT (Confederació d'Atletisme brasiler) va fer un canvi d'atleta a la final, posant Vanda Gomes (qui mai hi havia corregut el relleu) en comptes de Rosangela Santos, per tancar la cursa. A la final, Brasil va ser segona, gairebé lligat amb Jamaica i amb possibilitat gran per guanyar la medalla de plata, i trencar el rècord sud-americà quan, al durar canvi de la posta, Vanda, va fer caure-hi.
Santos té doble nacionalitat estatunidenca i brasilera.